# Pierwiośnik
Pierwiośnik (Vitaliana) – rodzaj roślin należący do rodziny pierwiosnkowatych. 

## Systematyka
Pozycja systematyczna według APweb (aktualizowany system APG III z 2009)
Należy do podrodziny pierwiosnkowe Primuloideae, rodziny pierwiosnkowatych Primulaceae, która wraz z siostrzaną rodziną hebankowatych należą do rzędu wrzosowców, grupy astrowych (asterids) w obrębie dwuliściennych właściwych (eudicots).:
Pozycja w systemie Reveala (1993-1999)
Gromada okrytonasienne (Magnoliophyta Cronquist), podgromada Magnoliophytina Frohne & U. Jensen ex Reveal, klasa Rosopsida Batsch, podklasa ukęślowe Takht. ex Reveal & Tahkt., nadrząd Primulananae R. Dahlgren ex Reveal, rząd pierwiosnkowce (Primulales Dumort.), podrząd Primulineae Burnett, rodzina pierwiosnkowate (Primulaceae Vent., rodzaj pierwiośnik (Vitaliana Sesler).
Gatunki
- Vitaliana chionotricha Schwarz
- Vitaliana congesta Schwarz
- Vitaliana intermedia Schwarz
- Vitaliana obtusifolia Schwarz
- Vitaliana primuliflora Bertol. – pierwiośnik górski